# 中国发展出版社
中国发展出版社成立于1989年，隶属于国务院发展研究中心，是一处中央级出版社，主要出版经济管理类、成功励志类图书，在图书市场上有一定影响。

## 畅销书籍
- 《马云创造：颠覆传统的草根创业者传奇》
- 《博弈论的诡计：日常生活中的博弈策略》
- 《账簿中国》

## 地址
- 北京市西城区百万庄大街16号8层